# Ulnersche Kapelle

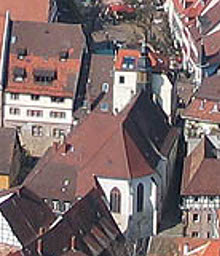
Ulnersche Kapelle, links das Hospitalgebäude, im Hintergrund der Marktplatz (Ansicht von der Burg Windeck)

Die Ulnersche Kapelle war bis 2012 ein römisch-katholisches Gotteshaus in Weinheim im Rhein-Neckar-Kreis im Nordwesten Baden-Württembergs; sie wurde im 14. Jahrhundert erbaut, 2012 verkauft und als Kirche entweiht.

## Geschichte
Die Kapelle wurde erstmals im Jahr 1368 in einer Urkunde des Mainzer Domkapitels erwähnt. Nach ihr machte Hildegund zu Weinheim eine Stiftung und übertrug die Mittel Johannes Schultheiß von Weinheim, der vermutlich ihr Bruder war. Mit den Stiftungsgeldern wurde in der Weinheimer Neustadt eine hölzerne Kapelle abgerissen und zwischen 1350 und 1367 durch ein Bauwerk aus Stein ersetzt und ein Spital errichtet. Ab 1407 wurde die Stiftung von den Ulner von Dieburg verwaltet. Sie vergrößerten das Stiftungsvermögen und Wilhelm Ulner von Dieburg stiftete 1467 einen neuen Altar.
Nach der Einführung der Reformation in der Kurpfalz wurden 1558 alle Altäre und Bildnisse in der Kapelle zerstört. 1718 wurde durch Franz Pleickard Ulner von Dieburg das Hospital neu erbaut und die Kapelle bis 1721 renoviert, wobei alle Altäre bis auf den Wilhelmsaltar entfernt wurden. 1878 wurde die Kapelle erneut renoviert und dem Heiligen Abt Wilhelm geweiht. Aus der alten Stiftung wurde 1905 die Kapelle herausgelöst und in den „Ulner Fonds“ eingebracht, eine kirchliche Stiftung, die von der St.-Laurentius-Gemeinde verwaltet wird. Der weltliche Teil, die „Freiherr von Ulner’sche Stiftung“, wird seit 1979 vom Rhein-Neckar-Kreis verwaltet.
Im Jahr 2012 wurde die Kapelle von der Kirche an private Eigentümer verkauft und in diesem Zuge als Gotteshaus entweiht. Zusammen mit dem ehemaligen Armenhospiz wurde das Gebäude in ein privates Veranstaltungszentrum umgebaut.

## Beschreibung

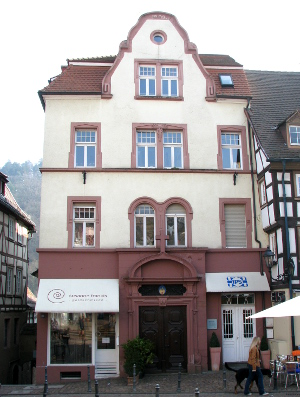
Haus mit Portal zur Kapelle

Die Ulnersche Kapelle hat einen achtseitigen Dachreiter und steht im Zentrum der Weinheimer Altstadt am Marktplatz. Sichtbar ist sie allerdings vom Platz her nicht mehr, seit 1907 ein mehrgeschossiges Wohn- und Geschäftshaus vor die Kapelle gebaut wurde. Es ersetzte ein kleineres Gebäude und integrierte das barocke Portal mit zwei Engelsköpfen im Sturz. Am Oberlicht ist das Wappen der Ulner von Dieburg angebracht.
Hinter dem Eingang führen 20 Stufen hinunter zum gotischen Spitzbogenportal der Kapelle. In das Langhaus führen weitere acht Stufen herab. Ein spitzbogiger Triumphbogen scheidet das Langhaus vom Chor mit 5/8-Schluss. Im Chor führen zwei Portale in die Sakristei und in das Hospitalgebäude. Die Spitzbogenfenster stammen vermutlich noch aus der Erbauungszeit der Kapelle im 14. Jahrhundert, nur das dreiteilige Hauptfenster im Chor wurde 1877 erneuert. Im Chor befinden sich die Grabplatten von Johannes Schultheiß von Weinheim († 1367) und Hamann Schultheiß von Weinheim († 1407) und das kunstvolle Epitaph von Hartmann Ulner von Dieburg († 1502).